# Синтіоана (Клуж)
Синтіоана (рум. Sântioana) — село у повіті Клуж в Румунії. Входить до складу комуни Цага.
Село розташоване на відстані 324 км на північний захід від Бухареста, 37 км на північний схід від Клуж-Напоки.

## Населення
За даними перепису населення 2002 року у селі проживали 576 осіб.
Національний склад населення села:
| Національність | Кількість осіб | Відсоток |
| -------------- | -------------- | -------- |
| румуни         | 556            | 96,5%    |
| цигани         | 16             | 2,8%     |

Рідною мовою назвали:
| Мова      | Кількість осіб | Відсоток |
| --------- | -------------- | -------- |
| румунська | 571            | 99,1%    |
| угорська  | 5              | 0,9%     |